# Пожарная каланча (Сарапул)
Пожарная каланча в Сарапуле - наблюдательная городская башня, единственная сохранившаяся каланча в Удмуртской республике, объект Федерального значения. Часть здания действующего пожарного депо, по адресу: площадь Свободы 5.

## Описание
В 1886 году было принято решение о постройке каланчи. Подряд на строительство сооружения был доверен пермскому купцу Павлу Драгунову. Проект в русско-византийском стиле - архитектору Чарушину (по некоторым источникам). В течение года башня была построена. В советское время, после сноса колоколен, являлась самым высоким сооружением в городе. На сегодняшний день, является одной из достопримечательностей и доминантой как площади Свободы (ранее - Троицкая, Базарная), так и города в целом. Памятник архитектуры, охраняемый государством.